# Jean Giraud (Mœbius)
Jean Henri Gaston Giraud (Nogent-sur-Marne, 1938. május 8. – Párizs, 2012. március 10.) francia képzőművész, karikaturista és író, a hagyományos francia-belga képregény művészetének meghatározó képviselője. Világhírű sikerre elsősorban Mœbius álnéven tett szert, illetve szűkebb körben Gir név alatt, amit a Blueberry-sorozathoz és a festményeihez használt. Többek között Federico Fellini, Stan Lee és Hayao Miyazaki is kijelentette, hogy ő a francia-belga képregény legnagyobb hatású művésze Hergé után.
Leghíresebb munkái közé tartozik a Blueberry-sorozat, amit Jean-Michel Charlier íróval alkottak, elsők közt megjelenítve antihősöket a nyugati képregények világában. Mœbius néven számos tudományos és fantasztikus képregényt készített rendkívül képzeletdús, szürreális, szinte absztrakt stílusban. Ilyen munkái közé tartozik az Arzach és a Jerry Cornelius hermetikus garázsa. Alejandro Jodorowsky avantgárd filmrendező közreműködésével elkészítették az Incal képregénysorozatot, ami eredetileg nyersanyag volt a Dűne filmadaptációjához, ami végül nem valósult meg.
Mœbius számos science-fiction és fantasy film háttértörténetéhez és koncepciójához járult hozzá, mint az Alien-filmek, a Tron, Az ötödik elem és A mélység titka. 2004-ben Mœbius és Jodorowsky beperelte Luc Besson filmrendezőt, amiért inspirációt nyert Az ötödik elemhez az Incal képregényből, de elvesztették az ügyet. A Blueberry filmadaptációját Jan Kounen rendezte 2004-ben.

## Élete
3 éves korában szülei elváltak és főleg a nagyszülei nevelték. A törés anya és apa, város és vidék között okozta azt a hosszan tartó traumát, ami miatt elmondása szerint különböző álneveken alkotott. 1954-ben, 16 éves korában kezdte meg tanulmányait a Duperré Művészeti Főiskolán, ahol Western képregényeket kezdett készíteni, továbbá szoros barátságot kötött egy másik neves képregényművésszel, Jean-Claude Mézieres-rel. 1956-ban otthagyta a művészeti iskolát, hogy meglátogassa édesanyját, aki férjhez ment Mexikóban, és ott maradt 8 hónapig.
A mexikói sivatag, különösképp a végeláthatatlan kék egek és síkságok élménye hagyta benne azt a fogvatartó érzést, amit később számos művében úgy írt le, hogy „valami, ami szó szerint megtörte a lelkem” („quelque chose qui m'a littéralement craqué l'ame”). Franciaországba való visszatérése után teljes munkaidőben dolgozott képzőművészként. 1959 és 1960 között teljesítette katonai szolgálatát Algériában, ahol együttműködött a 5/5 Forces Françaises című katonai folyóirattal.

## Munkássága

### Western képregények
18 éves korában Giraud saját képregény-rovatot vezetett "Frank és Jeremie" címmel a Far West magazinnak. 1956 és 1958 között Western képregényeket publikált a Cœurs Valiants (Valiant Hearts) magazinnak, benne olyan rovatokkal, mint a "King of the Buffalo" vagy a "A Giant with the Hurons". Már ebben a korszakban is erős hatást gyakorolt a stílusára mentora, Joseph 'Jijé' Gillain. 1961-ben, miután visszatért algériai szolgálatából, Giraud Jijé tanítványa lett, aki Európa egyik vezető képregény-rajzolója volt akkoriban. Giraud Jijé asszisztenseként részt vett a "Jerry Spring", és a "The Road to Colorado" rajzolásában.
Bluberry hadnagy karakterét, akinek arcvonásait Jean-Paul Belmondo ihlette, 1963-ban hozta létre Giraud (rajz) és Charlier (forgatókönyv) a Pilote magazinnak és hamarosan a legnépszerűbb szereplője lett. A kalandjait elmesélő Blueberry című spin-off western sorozat volt talán Giraud leghíresebb munkája Franciaországban későbbi munkái előtt, amikben már Alejandro Jodorowsky is részt vett. A kezdeti Blueberry képregények stílusa hasonlít a Jijé által használt egyszerű vonalrajzvezetésére, és az általános western tematikára és képvilágra, de Giraud idővel kifejlesztett egy sötétebb és karakánabb stylust, amit Sergio Leone spagetti-westernjei és Sam Peckinpah sötét realista filmvilága inspirált. Az ötödik kiadással, a "The Trail of the Navajos" című résszel Giraud lefektette saját stílusának alapjait, és miután a cenzúratörvények lazultak, a sorozat egyre explicitebb és felnőtt tartalmúbb lett, és egyre szélesebb körű témákat dolgozott fel. 
Eközben Mœbius néven elkezdett a science fiction műfajában publikálni, és sokkal experimentálisabb jellegű alkotásokat produkált, mint korábbi western munkáinál.
Giraud kilépett a sorozat szerkesztéséből 1973-ban, Colin Wilson-ra, Michel Rouge-ra és Michel Blanc-Dumont-ra hagyva a munkát, ám egy évtizeddel később visszatért hozzá.
1979-ben Charlier és Giraud, valamint a Dargaud kiadóház között nézeteltérések adódtak a Blueberry publikálásával kapcsolatban. Helyette elkezdtek egy Jim Cutlass című western sorozatot. "Mississippi River" című első szám után, ami a Heavy Metal (Métal Hurlant) magazinban jelent meg legelőször, Giraud abbahagyta a sorozat készítését, és Christian Rossi-ra hagyta a munkát.
Charlier 1989-ben bekövetkezett halála után Giraud felelősséget érzett, hogy újra résztvegyen a sorozat munkálataiban. A Blueberry sorozatot 15 nyelvre fordították le, az első angol műfordításokat Jean-Marc Lofficier és Randy Lofficier publikálták 1990-ben. Az eredeti Blueberry sorozatból két másik spin-off sorozat is indult, "Fiatal Blueberry" és "Marshall Blueberry" címmel.

### Science fiction és fantasy képregények
A Mœbius írói álnév, amivel Giraud a science-fiction és fantasy műfajú munkáit szerezte, 1963-ban született. 1963 és 1964 között a Hara-Kiri című szatirikus magazinban is ezen a néven futott 21 rovaton keresztül. Ezután egy évtizeden keresztül nem használta ezt a nevet.
1975-ben újra felvette a Mœbius nevet, és megalapította a "Humanoid Associates" nevű képregénycsoportot Jean-Pierre Dionnet, Philippe Druillet és Farkas Bernárd társaságában. Közösen indították le a Heavy Metal (Métal hurlant) magazint. Mœbius híres sorozata, a Hermetikus Garázs, és az Arzach mind a Heavy Metal magazinban jelentek meg először. 
Az Arzach egy szöveget nem tartalmazó képregény, ami azzal a tudatos szándékkal készült, hogy újraélessze a képregény műfaját, amit akkoriban az amerikai szuperhősös képregények domináltak. A címadó karakter útját ábrázolja, aki egy pterodaktilusz hátán repül át egy fantasztikus világon, ami elegyíti a középkori fantáziavilágot a futurizmussal. A legtöbb science-fiction képregénnyel ellentétben, nincsenek benne feliratok, szövegbuborékok és írott hangeffektek. A szavak nélkülözésével az időtlenség érzetét szándékozták kelteni, Arzach utazását úgy építve fel, mint küldetést univerzális igazságok után.
A Hermetikus Garázs sorozat különösen a nemlineáris cselekménye miatt említésre méltó, amiben a mozgás és az időszakaszosság különféle dimenziókból másképpen értelmezhető, az olvasó saját felfogásától függően, akár egyetlen "planché" (oldal, kép) keretein belül is. A sorozat Grubert hadnagyról mesél, aki saját univerzumát építi egy fleur nevű aszteroidán, ahol egy csomó fantasztikus karakterrel találkozik, például a Michael Moorcock által kreált Jerry Cornelius-szal.
1980-ban elkezdte híres Incal sorozatát Alejandro Jodorowsky közreműködésével. 1985 és 2001 között megírta még hatrészes fantasy sorozatát "Edena világa" címmel (angol kiadásban The Aedena Cycle néven).
Későbbi élete során Giraud újjá szerette volna éleszteni Arzach karakterét egy kidolgozott, új trilógia formájában, ennek az első része, Arzak l'arpenteur 2010-ben jelent meg. Az Airtight Garage (Hermetikus garázs) sorozatát is bővítette egy új résszel, aminek Le chasseur déprime (A szomorú vadász) a címe.

### Marvel képregények
A kétrészes Silver Surfer minisorozatot Stan Lee írta és Mœbius rajzolta, a Marvel's Epic Comics publikálta 1988 és 1989 között. Giraud szerint ez volt az első alkalom, amikor a Marvel módszer szerint dolgozott teljes forgatókönyv helyett. A minisorozat elnyerte az Eisner-díjat a legjobb limitált sorozatért 1989-ben.

### Egyéb munkái
2000 és 2010 között Giraud publikálta az Inside Mœbius című, hatkötetes, összesen 700 oldalas, illusztrált önéletrajzi fantasy könyvét. Ahogyan Pirandello is, ő is főszereplőként jeleníti meg magát a történetben a fiatal önmaga, valamint néhány korábbi karaktere, mint például Blueberry, Arzach és Grubert hadnagy társaságában.
Jean Giraud rajzolta a kétrészes XIII című sorozat első kötetét, aminek címe La Version Irlandaise (The Irish Version), vagyis Az írországi verzió volt Jean Van Hamme forgatókönyve alapján. A második részt William Vance készítette el, Le dernier round (The Last Round), vagyis Az utolsó kör címmel. Mindkét kötetet ugyanazon a napon publikálták, 2007. november 13-án.

### Illusztráció és írás
Giraud, illetve Gir néven számos képregényt írt más képregényművészeknek, például Auclair-nek és Tardi-nak. Illusztrációkat is készített könyvekhez és magazinoknak, például Paulo Coelho "Az Alkímista" című regényének egyik kiadását is ő illusztrálta. 

### Filmek
Mœbius néven Giraud hozzájárult számos science-fiction műfajú film történetének és koncepciójának megalkotásához, például Ridley Scott Alien-filmjeihez, a Disney Tron-jához, Luc Besson Az ötödik elem című filmjéhez, a Star Wars ötödik részéhez, továbbá a Jodorowsky által tervezett filmadaptációjához Frank Herbert Dűnéje alapján, ami végül sosem készült el.
1982-ben René Laloux filmrendező közreműködésével elkészítették Az idő urai (Les Maitres du temps, angolulː Time Masters) című egész estés, animációs science-fiction mozifilmet Stefan Wul L’Orphelin de Perdide (A Perdide bolygó árvája) című kultikus regénye alapján. Abban az évben Giraud és René Laloux megnyerte a legjobb gyerekfilmnek járó díjat a Fantafestival filmfesztiválon.
Giraud és Yutaka Fujioka írta az 1989-es, a Kis Némó Álomországban című japán animációs film történetét, továbbá a film koncepciójának kidolgozásában is részt vett.
Az 1996-os Zűr az űrben (''Space Jam'') című animációs film eredeti karaktermintáit Giraud tervezte, valamint a vizuális fejlesztésben is segédkezett. Továbbá, ugyan a stáblistán nem szerepel, Giraud karaktereket és szituációkat biztosított az 1981-es Heavy Metal című filmhez.
1991-ben Fehér rémálom című képregényét Matthieu Kassovitz vitte filmvászonra. A Blueberry sorozatot Jan Kounen adaptálta Blueberryː A titkos küldetés címmel.
2005-ben mutatták be a Thru the Mœbius Strip című kínai filmet Giraud története alapján, aki a film produkciós gyártásában is segédkezett.

### Kiállítások
2004. decembere és 2005. márciusa között Hayao Miyazaki munkái mellett az övéi is kiállításra kerültek a párizsi La Monnaie épületében.
2010. október 12. és 2011. március 13. között a Cartier Alapítvány a Kortárs Művészetekért bemutatta a MOEBIUS-TRANSE-FORME nevezetű kiállítást, amit úgy hirdettek, mint az első kiállítást Párizsban, amit Jean Giraud munkáinak szenteltek.

### Bélyegek
1988-ban az Angouleme Fesztivál neves Fődíjának 11 másik győztesével együtt felkérték egy bélyeg-kollekció készítésére, ami a kommunikáció témájával foglalkozott.

## Stílusa
Giraud módszerei változatosak és könnyen alkalmazhatóak voltak, karcolatoktól kezdve fekete-fehér illusztrációkon át a ligne claire műfajáig szívesen kísérletezett stílusokkal és festékekkel. A Blueberry sorozat számos kedvelője kritizálja a különálló Blueberry történeteket, amiért a művész radikálisan megváltoztatott színeket és az egész grafikai stílust. Ugyanakkor, ezeknek a Blueberry munkáknak a korai sikere pont Giraud innovációjának volt köszönhető, aki nem elégedett meg a korábbi stílusok folytatásával, ami egy fontos aspektus művészetének fejlődésében.
Hogy el lehessen különíteni a Giraud által és a Moebius néven alkotott munkáit, sajátjaihoz ecsetet használt, amikor pedig Moebius néven írt alá, tollal dolgozott. Giraud nagyon gyorsan rajzolt.

## Halála
Giraud 73 éves korában halt meg Párizsban, 2012. március 10-én, rákkal való hosszas küzdelem után. Halálának közvetlen okozója tüdőembólia (embolia pulmonum) volt, amelyet lymphoma okozott. Március 15-én temették el a Montparnasse temetőben. Francois Boucq, feltörekvő képregényművész szerint Mœbius "a realista rajzolás mestere volt igazán tehetséges humorérzékkel, amit még a nővérek előtt is demonstrált, amikor két héttel ezelőtt a kórházban láttam".

## Díjak
- 1973: Shazam díj (Academy of Comic Book Arts), Legjobb Külföldi Képregénysorozat, Blueberry hadnagy
- 1975: Yellow Kid Award (de), Lucca, Italy, Legjobb Külföldi Művész[17]
- 1977: Angoulême Nemzetközi Képregényfesztivál, Legjobb Francia Művész
- 1979: Adamson Award, Lieutenant Blueberry
- 1980: Yellow Kid Award (de), Lucca, Italy, Legjobb Külföldi Író[18]
- 1980: Grand Prix de la Science Fiction Française – különdíj; Major Fatal[19]
- 1981: Angoulême Nemzetközi Képregényfesztivál Grand Prix de la ville d'Angouleme
- 1985: Angoulême Nemzetközi Képregényfesztivál Grand Prix for the graphic arts
- 1986: Inkpot Award
- 1988: Harvey Award, Legjobb Amerikai Feldolgozás Külföldi Anyagból, Moebius sorozat
- 1989: Eisner Award, Legjobb Lezárt Sorozat, Silver Surfer
- 1989: Harvey Award, Legjobb Amerikai Feldolgozás Külföldi Anyagból, Incal

## Magyarul
- Az idő urai. Képeskönyv; Moebius grafikái, René Laloux és Hernádi Tibor filmje nyomán készítették Bujtár József et al.; Pannónia Filmstúdió, Bp., 1983
- Incal; szöveg Jodorowsky, rajz. Moebius, ford. Nagy Krisztián; Pesti Könyv, Bp., 2017–
  - 1. A sötét incal; 2017
  - 2. A fényes incal; 2018
  - 3. Ami odalent van; 2018
  - 4. Ami odafent van; 2018
  - 5. Az álmodó galaxis; 2019
  - 6. A Difool bolygó; 2019
- Az ezüst utazó. Példabeszéd; szöveg Stan Lee, rajz. Moebius, ford. Markó István, Holló-Vaskó Péter; Fumax, Bp., 2019

## Fordítás
- Ez a szócikk részben vagy egészben  a   Jean Giraud című angol Wikipédia-szócikk ezen változatának fordításán alapul.  Az eredeti cikk szerkesztőit annak laptörténete sorolja fel. Ez a jelzés csupán a megfogalmazás eredetét és a szerzői jogokat jelzi, nem szolgál a cikkben szereplő információk forrásmegjelöléseként.